# 橘遥菜
橘 遥菜（たちばな はるな、1998年5月1日 - ）は、日本の女性ファッションモデル。神奈川県出身。法政大学卒。

## 略歴
- 2019年3月11日、大手芸能事務所・ホリプロの系列会社ブースに所属し、同年6月にモデルデビュー[4]。
- 2020年3月11日、2020年度第45代旭化成グループキャンペーンモデルに選出される[1]。
- 2021年1月20日、新型コロナウイルス（COVID-19）の影響でキャンペーンモデルとしての活動が制限されたことが原因で、2021年度第46代旭化成グループキャンペーンモデルを引き続き務めることとなった[5]。
- 2021年3月24日、法政大学を卒業[6]。

## 人物
- 特技はバスケットボール、チアリーディング[4]。